# Barbosa Ferraz
Barbosa Ferraz é um município brasileiro, localizado na região noroeste do estado do Paraná. No Censo 2020 foi registrada uma população de 11.426 habitantes.

## História
A colonização da região onde se encontra o município de Barbosa Ferraz começou por volta de 1948, quando a Empresa Colonizadora iniciou a comercialização dos lotes rurais e urbanos. A partir da década de 1960, o cultivo da menta deu destaque nacional e internacional para o município. Possui, um diversificado parque industrial e um comércio bem variado.
Criado através da Lei Estadual nº 4245 de 25 de julho de 1960, e instalado em 15 de novembro de 1961, foi desmembrado de Campo Mourão.

## Geografia
Possui uma área é de 538,621 km² representando 0,2702 % do estado, 0,0956 % da região e 0,0063 % de todo o território brasileiro. Localiza-se a uma latitude 24°01'48" sul e a uma longitude 52°00'43" oeste, estando a uma altitude de 435 metros na sede. Sua população estimada em 2009 é de 13.955 habitantes. Em 2000, a população do município representava 0,15% da população do Estado e 0,01% da população do País.

### Demografia
Dados do Censo - 2010
População Total: 12.653
- Urbana: 9.584
- Rural: 3.069
- Homens: 6.366
- Mulheres: 6.287
- Expectativa de vida: 66,6 anos

Índice de Desenvolvimento Humano Municipal (IDH-M): 0,700
- IDH-Renda: 0,618
- IDH-Longevidade: 0,694
- IDH-Educação: 0,788

### Clima
Clima Subtropical Úmido Mesotérmico, verões quentes com tendência de concentração das chuvas (temperatura média superior a 22°C), invernos com geadas pouco frequentes (temperatura média inferior a 18°C), sem estação seca definida.

## Administração
- Prefeito: Edenilson Aparecido Miliossi
- Vice-prefeita: Lucinette da Silva Sanches

## Atrações turísticas
O município possui várias atrações turísticas, entre as quais:
- Igreja Santa Rita de Cássia
- Igreja Matriz Nossa Senhora das Graças
- Cachoeira do Salto
- Parque Verde Vida
- Cachoeira São Joaquim
- Igreja Presbiteriana do Brasil
- Igreja Assembleia de Deus (Cieadep)